# 小行星12716
小行星12716（12716 Delft）是一颗绕太阳运转的小行星，为主小行星带小行星。该小行星于1991年4月发现。

## 轨道参数
小行星12716的轨道半长轴为456 867 808 km，3.0539292 UA，离心率为0.039。